# Гемма-Фризий (лунный кратер)
Кратер Гемма-Фризий (лат. Gemma Frisius) — древний большой и глубокий ударный кратер в южной материковой части видимой стороны Луны. Название присвоено в честь нидерландского математика, врача, картографа, философа, гравера, мастера астрономических инструментов Гемма Фризиуса (1508—1555); утверждено Международным астрономическим союзом в 1935 г. Образование кратера относится к донектарскому периоду.

## Описание кратера
Ближайшими соседями кратера являются кратер Нуньес на западе; кратер Пуассон на северо-западе, кратер Гудакр примыкающий к северо-северо-восточной части кратера Гемма-Фризий, кратер Загут на востоке-северо-востоке, кратер Рабби Леви на востоке, кратеры Бух и Бюшинг на юго-востоке, кратер Мавролик на юге, а также кратеры Фернель и Штефлер на юго-западе. На северо-западе от кратера находится море Облаков. Селенографические координаты центра кратера 34°20′ ю. ш. 13°22′ в. д. / 34,33° ю. ш. 13,37° в. д., диаметр 88,5 км, глубина 5,16 км.
За время своего существования кратер значительно разрушен, вал кратера перекрыт множеством кратеров различного размера, особенно сильно разрушены северная и западная части вала. Вместе с сателлитными кратерами Гемма-Фризий D, Гемма-Фризий G, Гемма-Фризий H (см. ниже) и кратером Гудакр, кратер Гемма-Фризий напоминает след кошачей лапы. Юго-восточная часть внутреннего склона разрушена и обрушившиеся породы достигают трети диаметра кратера. Средняя высота вала кратера над окружающей местностью 1400 м, объем кратера составляет приблизительно 7200 км³. Дно чаши кратера сравнительно ровное, за исключением юго-восточной части, имеется центральный пик с возвышением 600 мнесколько смещенный к северо-западу от центра чаши.

## Сателлитные кратеры
| Гемма-Фризий | Координаты                                            | Диаметр, км |
| ------------ | ----------------------------------------------------- | ----------- |
| A            | 35°48′ ю. ш. 15°09′ в. д. / 35,8° ю. ш. 15,15° в. д.  | 65,1        |
| B            | 35°35′ ю. ш. 17°13′ в. д. / 35,58° ю. ш. 17,22° в. д. | 40,4        |
| C            | 35°43′ ю. ш. 18°44′ в. д. / 35,71° ю. ш. 18,74° в. д. | 32,0        |
| D            | 34°22′ ю. ш. 10°54′ в. д. / 34,36° ю. ш. 10,9° в. д.  | 27,7        |
| E            | 37°18′ ю. ш. 12°43′ в. д. / 37,3° ю. ш. 12,72° в. д.  | 18,5        |
| F            | 35°51′ ю. ш. 10°17′ в. д. / 35,85° ю. ш. 10,29° в. д. | 8,9         |
| G            | 33°22′ ю. ш. 11°26′ в. д. / 33,36° ю. ш. 11,44° в. д. | 36,5        |
| H            | 32°23′ ю. ш. 12°10′ в. д. / 32,38° ю. ш. 12,17° в. д. | 25,5        |
| J            | 35°07′ ю. ш. 18°04′ в. д. / 35,11° ю. ш. 18,06° в. д. | 12,9        |
| K            | 37°30′ ю. ш. 10°55′ в. д. / 37,5° ю. ш. 10,92° в. д.  | 9,9         |
| L            | 34°49′ ю. ш. 11°48′ в. д. / 34,82° ю. ш. 11,8° в. д.  | 6,2         |
| M            | 34°20′ ю. ш. 12°28′ в. д. / 34,34° ю. ш. 12,46° в. д. | 4,6         |
| O            | 32°34′ ю. ш. 12°49′ в. д. / 32,56° ю. ш. 12,81° в. д. | 4,9         |
| P            | 31°49′ ю. ш. 12°47′ в. д. / 31,81° ю. ш. 12,78° в. д. | 4,2         |
| Q            | 35°50′ ю. ш. 14°45′ в. д. / 35,83° ю. ш. 14,75° в. д. | 9,3         |
| R            | 37°09′ ю. ш. 15°17′ в. д. / 37,15° ю. ш. 15,29° в. д. | 4,5         |
| S            | 35°17′ ю. ш. 15°02′ в. д. / 35,28° ю. ш. 15,03° в. д. | 4,6         |
| T            | 34°55′ ю. ш. 16°25′ в. д. / 34,92° ю. ш. 16,41° в. д. | 8,0         |
| U            | 34°37′ ю. ш. 16°46′ в. д. / 34,61° ю. ш. 16,76° в. д. | 8,0         |
| W            | 36°57′ ю. ш. 13°17′ в. д. / 36,95° ю. ш. 13,28° в. д. | 14,0        |
| X            | 34°41′ ю. ш. 15°49′ в. д. / 34,69° ю. ш. 15,81° в. д. | 14,8        |
| Y            | 37°34′ ю. ш. 13°32′ в. д. / 37,56° ю. ш. 13,53° в. д. | 27,8        |

- Сателлитный кратер Гемма-Фризий M включен в список кратеров с яркой системой лучей Ассоциации лунной и планетарной астрономии (ALPO)[6].
- Сателлитные кратеры Гемма-Фризий Ea, Гемма-Фризий Eb, Гемма-Фризий K включены в список кратеров с темными радиальными полосами на внутреннем склоне Ассоциации лунной и планетарной астрономии (ALPO)[7].
- Образование сателлитного кратера Гемма-Фризий A относится к донектарскому периоду[1].